# Langer Franz

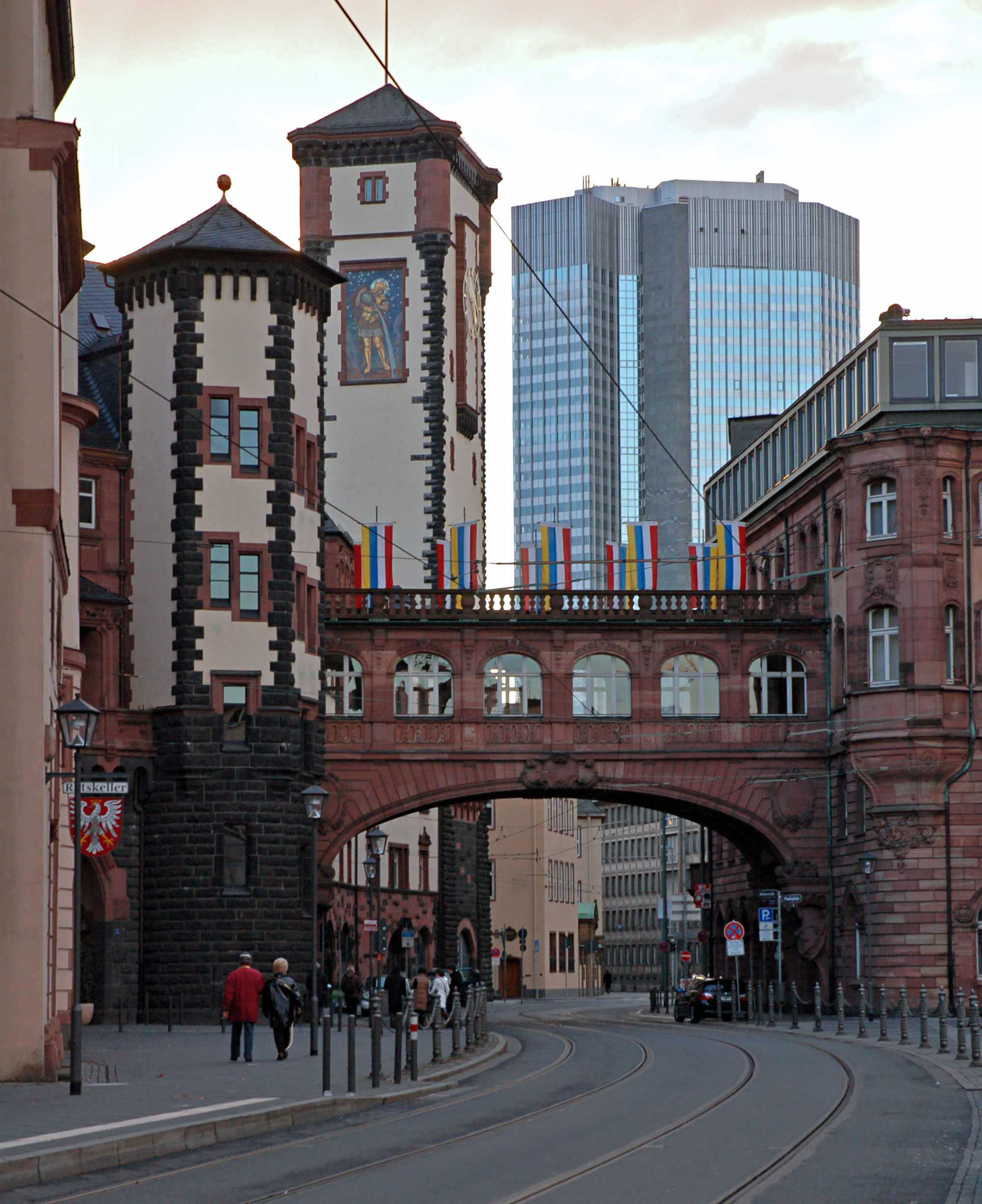
Rathausneubauten mit „Langem Franz“ vom Paulsplatz aus, 2008

Die umgangssprachlich „Langer Franz“ und „Kleiner Cohn“ genannten Türme in Frankfurt am Main wurden zwischen den Jahren 1900 und 1904 gebaut. Sie flankieren den Südflügel des bis 1908 fertiggestellten Rathauserweiterungsbaus, der westlich an die historischen Bauten des Römers am Römerberg anschließt.

## Geschichte

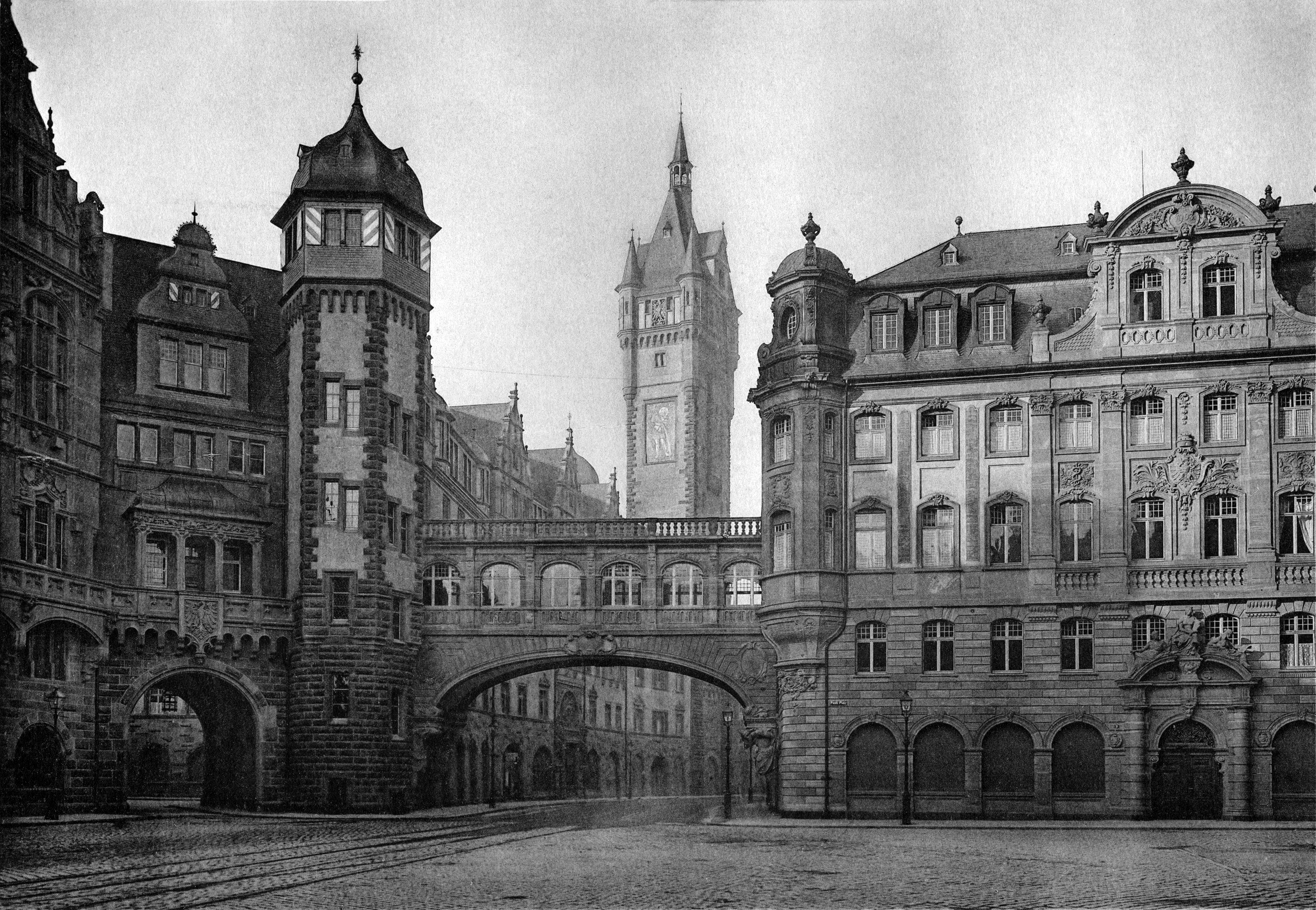
Eine ähnliche Ansicht, um 1905

Als in den Jahren von 1900 bis 1908 nach Entwürfen der Frankfurter Architekten Ludwig Neher und Franz von Hoven mit dem Bürgersaalbau, dem Süd- und Nordbau die große Rathaus-Erweiterung entstand, für den ein gesamtes mittelalterliches Stadtviertel weichen musste, wurden die Ecken des in einer Mischung aus Gotik und Renaissance errichteten Südbaus mit Türmen verziert, die damals im Stadtbild weithin sichtbar die Position des Rathauses markierten.

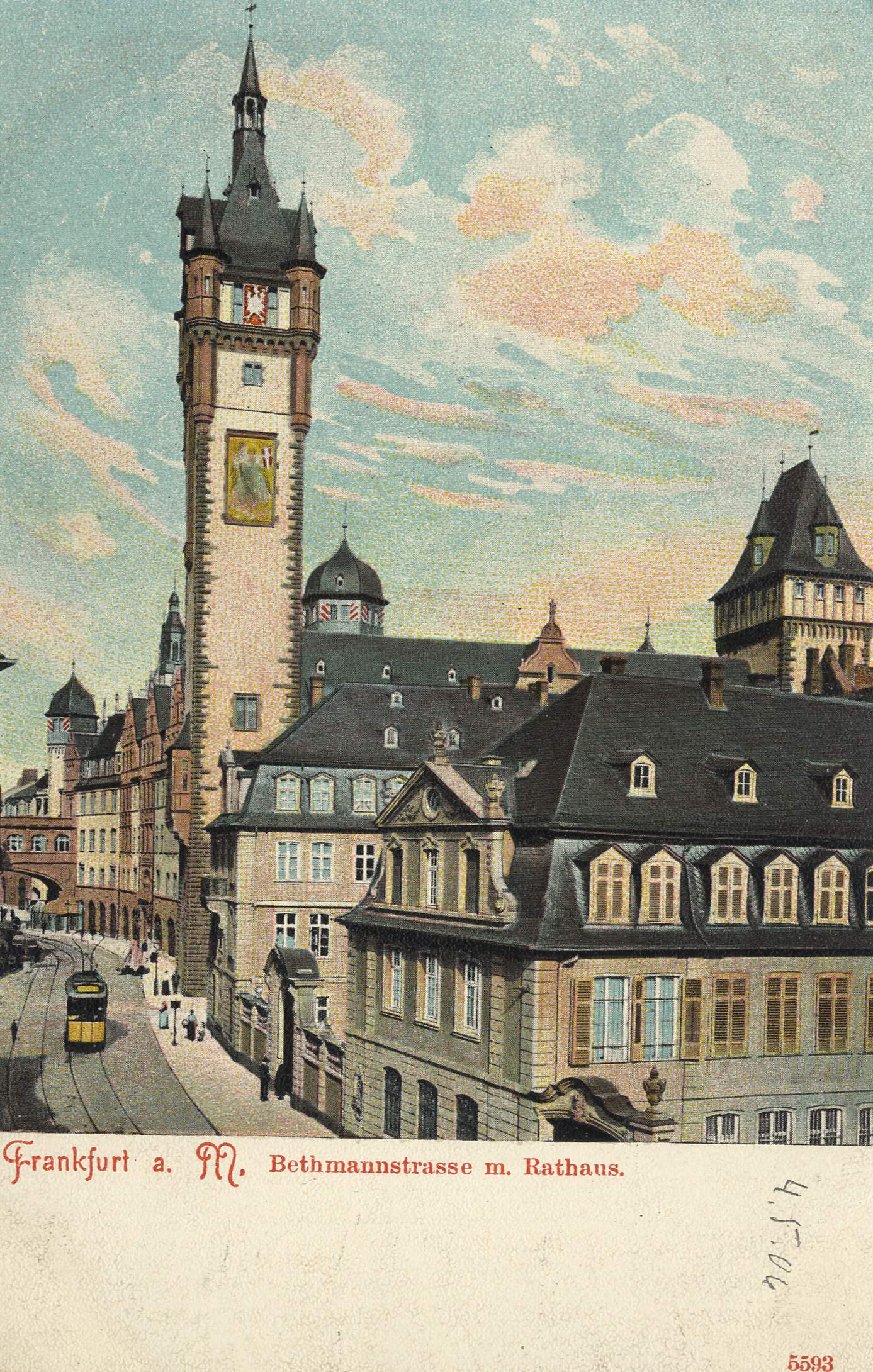
Photochrom der Bethmannstraße mit dem Neuen Rathaus – links Langer Franz, rechts Kleiner Cohn

Mit 70 Metern war der Lange Franz seinerzeit der höchste Profanbau der Stadt. Er erhielt seinen Spitznamen nach dem hochgewachsenen Oberbürgermeister Franz Adickes, der von 1891 bis 1912 die Geschicke der Stadt lenkte und 1904 sein Amtszimmer in den Turm verlegte. In seiner äußeren Gestalt kopierte der auf 12 Meter tiefen Fundamenten errichtete Turm den 1345 erbauten und 1765 abgebrochenen Brückenturm auf der Sachsenhäuser Seite der Alten Brücke. An der Ost- und Westseite besitzt er Glasmosaikbilder, von denen das östliche, geschaffen von Robert Forell, unter deutlichem Jugendstileinfluss den heiligen Florian darstellt, während das westliche von Karl Julius Graetz (1843-1912) in historistisch-byzantinischer Tradition den Erzengel Michael zeigt. Die originalen, heute nicht mehr erhaltenen Uhren des Turms an Nord- und Südseite besaßen zudem Stundenglocken, die nach Goethes Mutter und Schwester als Frau Rat und Cornelia benannt waren.
Der niedrigere Südturm an der Ecke von Limpurger Gasse und Großem Kornmarkt wurde umgangssprachlich nach einem antisemitischen Operetten-Lied „Kleiner Cohn“ genannt. Er entsprach in seinem Dachaufbau dem um 1350 erbauten, auf die Stadtmauer aufgesetzten Salmensteinschen Haus, das um 1810 im Rahmen der Schleifung der Stadtbefestigung abgerissen wurde. Es war das mit Abstand größte von mehreren Dutzend ähnlicher, auf der ganzen Stadtmauer verteilter Gebäude und Nebentürme und bereits auf dem Belagerungsplan der Stadt von 1552 sowie dem berühmten Vogelschauplan von Matthäus Merian von 1628 gut zu erkennen. Der für seinen Nachbau im Gegensatz zum Langen Franz erst vom Volksmund geprägte Name rührte wohl daher, dass sich das Salmensteinsche Haus im Bereich des heutigen Börneplatzes, also ganz in der Nähe der ehemaligen Frankfurter Judengasse befand.
Brandbomben zerstörten beim Luftangriff am 22. März 1944 das steile Walmdach mit dem Dachreiter. 1951 wurde zudem das vier Meter hohe Obergeschoss mit den vier Erkertürmchen bis zum Rundbogenfries abgetragen. Die Rathaustürme bekamen ihre bis heute bestehenden, flachen Notdächer. Der Lange Franz, heute Aktenlager des Standesamtes, wurde dadurch um zehn Meter niedriger und verlor einen großen Teil seiner Bedeutung im Stadtbild der Altstadt.

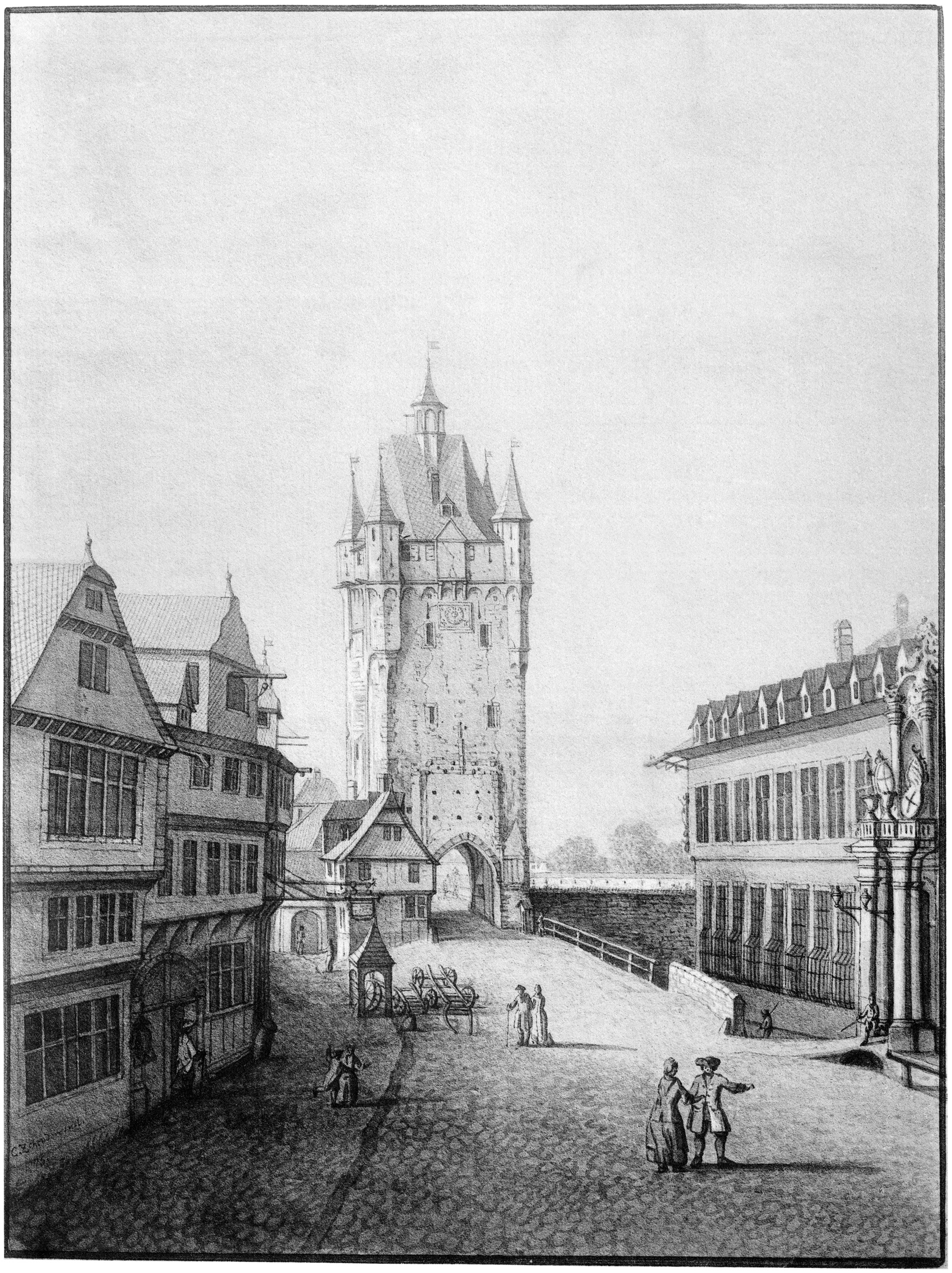
Sachsenhäuser Brückenturm, 1775 (Zeichnung von Johann Caspar Zehender)
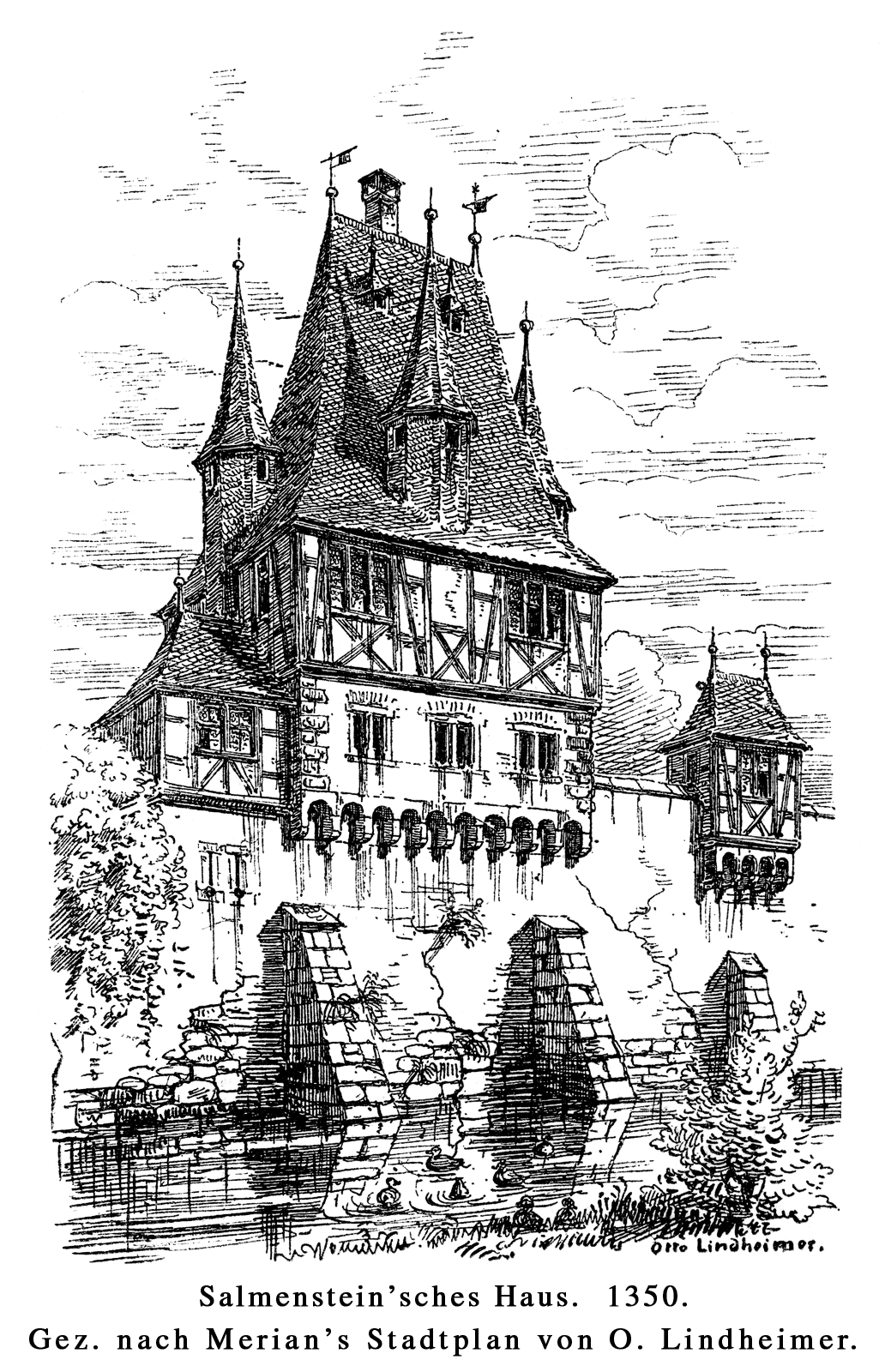
Salmensteinsches Haus, 1810 abgerissen (Darstellung von 1886)
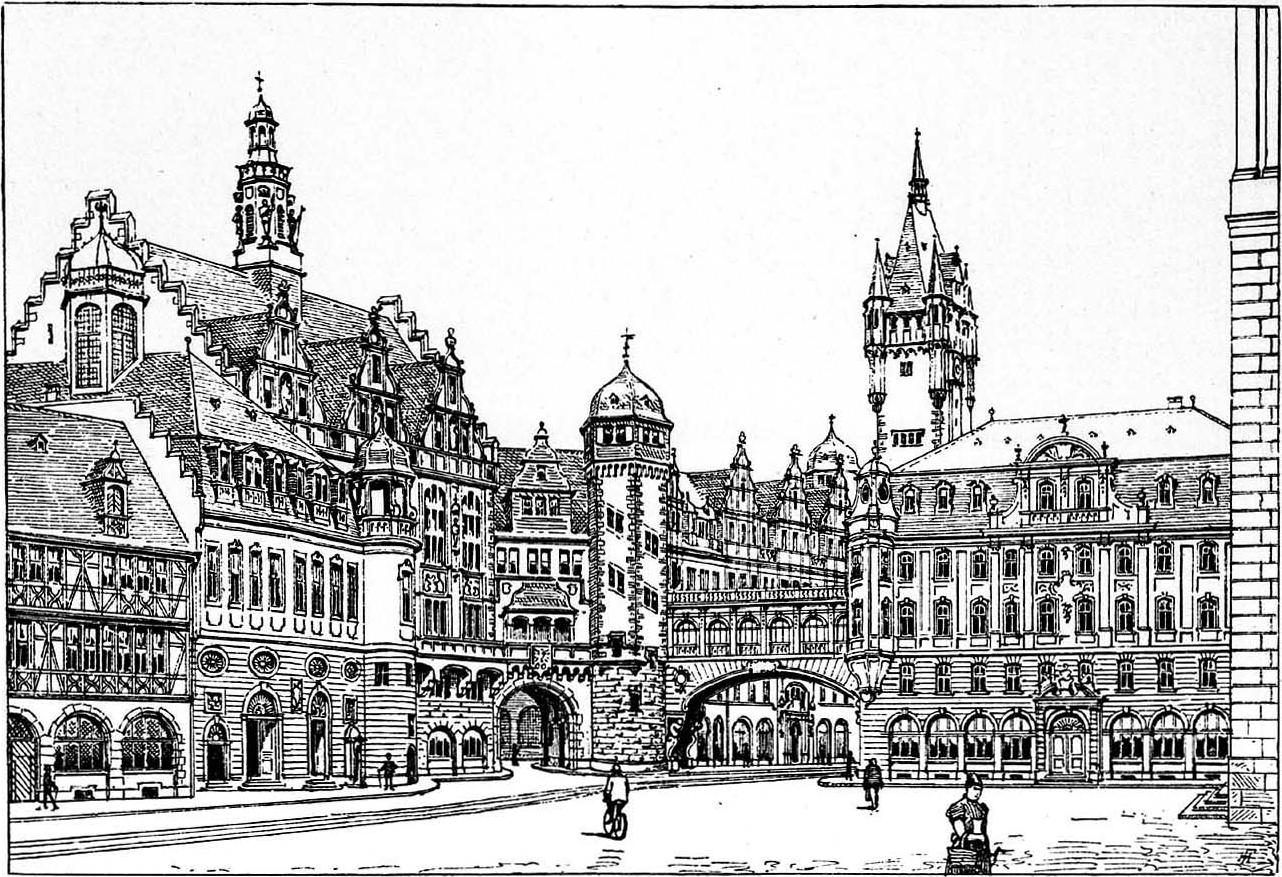
Architekturzeichnung zur Rathauserweiterung, 1900
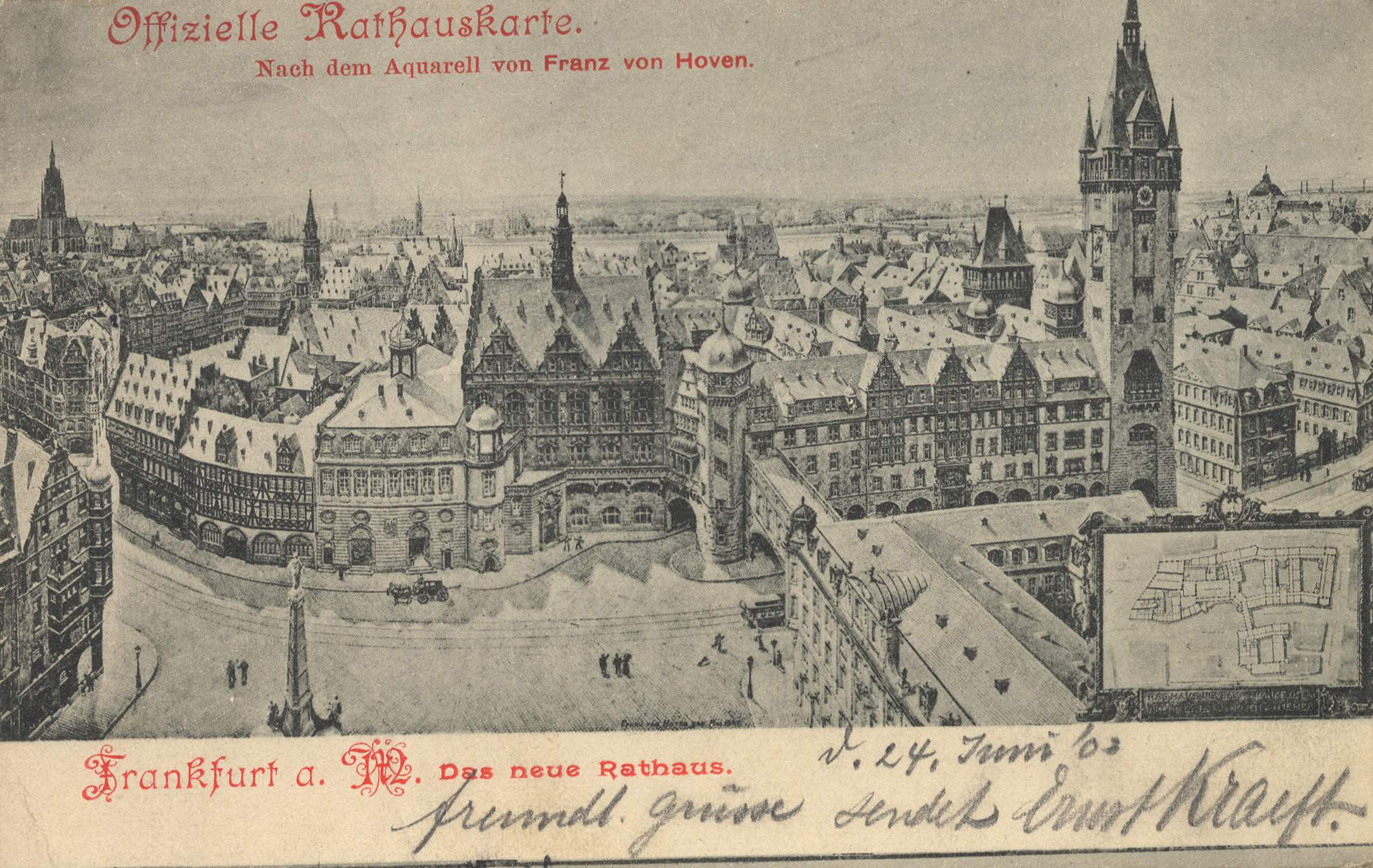
Draufsicht von der Paulskirche, 1903
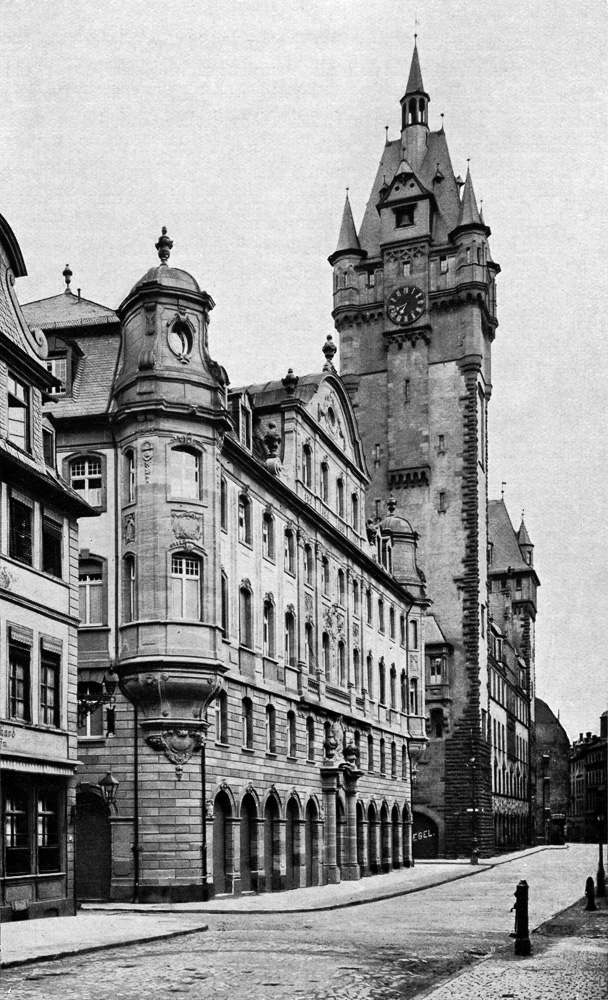
Blick auf den Langen Franz vom Großen Kornmarkt, um 1908

### Pläne für den Wiederaufbau

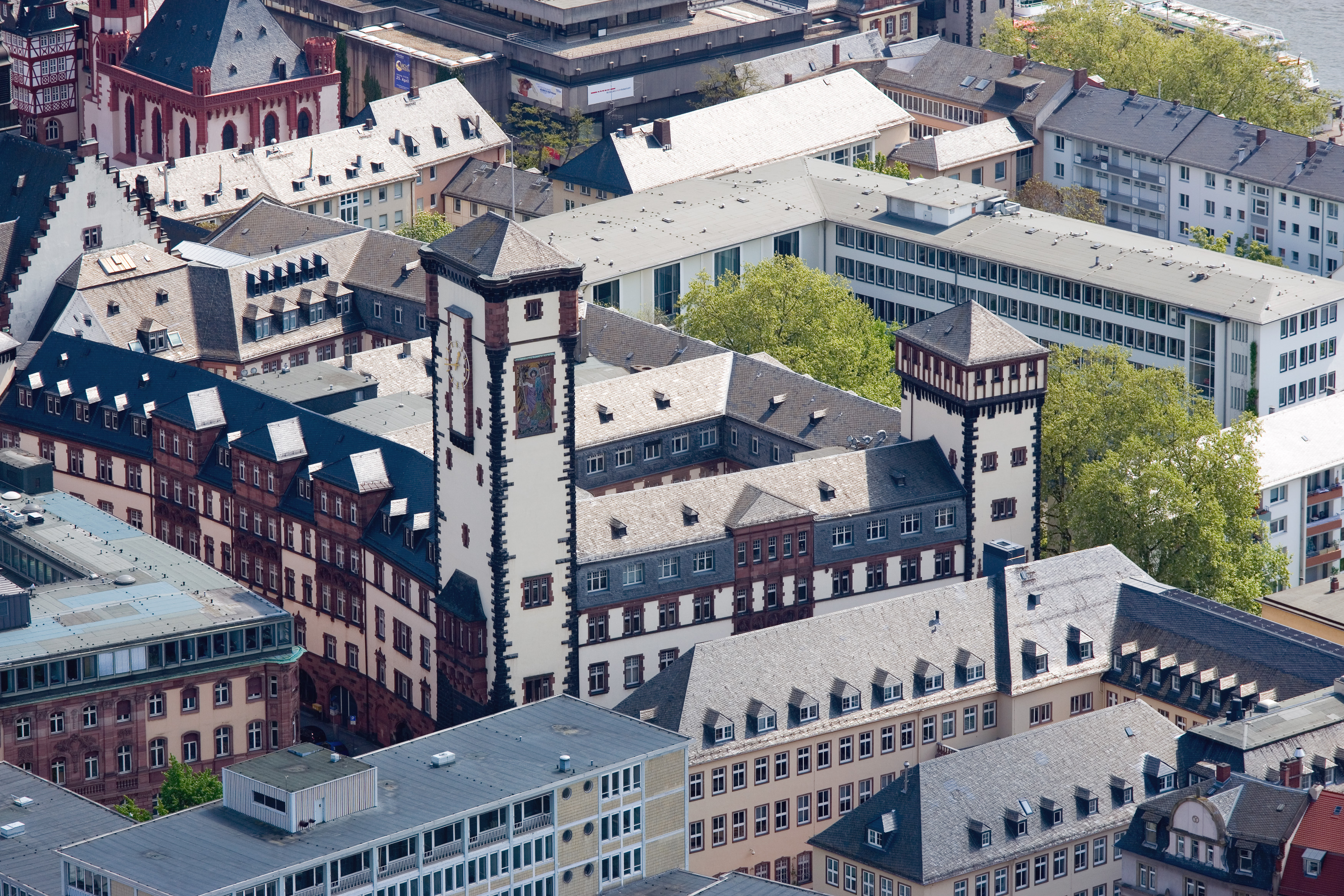
Rathausturm-Ensemble vom Main Tower aus gesehen, 2009

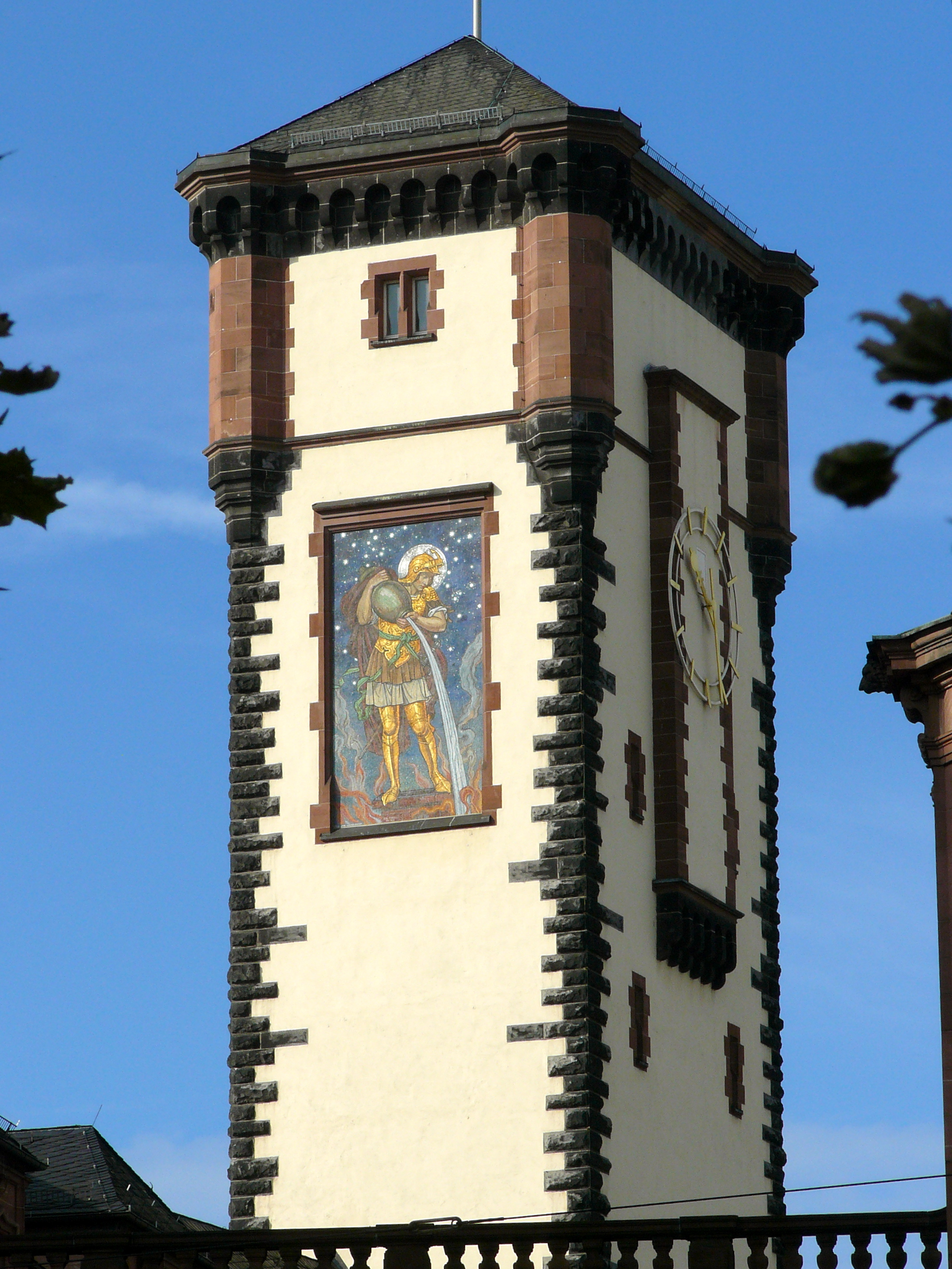
Langer Franz mit Notdach, 2010

1984 regte der Bankier Johann Philipp von Bethmann erstmals die Wiederherstellung des Langen Franz an. Damals kam jedoch kein Magistratsbeschluss zustande. Auch ein erneuter Anlauf 1994, zum zwölfhundertjährigen Stadtjubiläum, blieb erfolglos, obwohl das städtische Hochbauamt bereits vollständige Pläne für eine Rekonstruktion der Rathaustürme erstellt hatte. Im Rahmen der Wiederherstellung von Teilen der historischen Altstadt war eine Zeitlang geplant, auch dem Rathaus-Ensemble seine ehemals markanten Türme zurückzugeben und das Dach der Kämmerei in seiner ursprünglichen Form zu rekonstruieren. Im gleichen Zusammenhang sollten die Arkaden des Nordbaus an der Bethmannstraße begehbar gemacht werden, um den gegenwärtig wenig frequentierten Straßenabschnitt zu beleben. Wegen der zu erwartenden Kosten wurden diese Pläne nicht weiterverfolgt.
Im Frühjahr 2008 kündigte der Planungsdezernent Edwin Schwarz eine Machbarkeitsstudie an, die auch auf die zu erwartenden Kosten dieser Maßnahmen eingehen soll. Der Magistrat wurde im November 2008 mit einstimmigem Votum der Stadtverordnetenversammlung aufgefordert, die Ergebnisse der Studie vorzustellen. Dies ist bis heute nicht geschehen, ein Antrag der FDP, hierfür Mittel in den Etat einzustellen, wurde mit den Stimmen von CDU und Grünen im Februar 2009 abgelehnt.
2015 erneuerte der Brückenbauverein Frankfurt e. V. auf Initiative des Architekten Christoph Mäckler den Aufruf zum Wiederaufbau der Rathaustürme.
Am 26. April 2017 beauftragte die Stadtverordnetenversammlung aufgrund eines gemeinsamen Etat-Antrages von CDU, SPD und Grünen den Magistrat mit einer Kostenanalyse für eine vollständige Rekonstruktion der beiden Türme „Kleiner Cohn“ und „Langer Franz“. In einem Zwischenbericht vom 15. Juni 2018 bezifferte der Magistrat die möglichen Kosten für den Wiederaufbau der Turmdächer auf sechs Millionen Euro.
Im Januar 2022 begann eine Crowdfunding-Kampagne des Brückenbauvereins Frankfurt e. V., welche von prominenten Frankfurterinnen und Frankfurtern wie Konrad von Bethmann, Oberbürgermeister Peter Feldmann, Eintracht-Präsident Peter Fischer, Christoph Mäckler, Alt-Bürgermeisterin Petra Roth (CDU) und Schauspieler Michael Quast unterstützt wurde. Im April 2022 konnte die Kampagne erfolgreich beendet werden. Bis zu diesem Zeitpunkt spendeten etwa 700 Personen eine Viertelmillion Euro für den Wiederaufbau.
Ende 2023 übergab der Brückenbauverein symbolisch eine mittlerweile angesammelte Spendensumme von 1,2 Millionen Euro an den Frankfurter Oberbürgermeister Mike Josef.
Der Wiederaufbau soll nach einem Magistratsbeschluss im Frühjahr 2024 beginnen. Im April 2024 wurde die Baugenehmigung für die Rekonstruktion des Turms vom Oberbürgermeister und dem Planungsdezernenten an den Brückenbauverein erteilt.[veraltet]